# 洪宇宙
洪宇宙（1958年6月18日—），回族，宁夏吳忠市同心縣人，中国演员和制片人，身高182cm。

## 生平
洪宇宙出身当地伊斯兰教门宦世家，但作为家族嫡长子，洪宇宙并未继承家业。1980年至1984年，洪宇宙在上海戏剧学院表演系学习，毕业后入甘肃省话剧院作演员、制片人，洪宇宙由电视剧《三国演义》的周瑜一角成名。洪宇宙同时扮演电视剧《三国演义》的青年袁绍。

## 作品列表

### 制片作品
- 2000年：《黑血》
- 2001年：《黑冰》、《黑洞》、《小人物的故事——再说人虫》
- 2002年：《热血忠魂之独行侍卫》、《黑雾》
- 2005年：《汗血宝马》
- 2006年：《纽约人在北京》
- 2007年：《杨三姐告状》、《贞观长歌》

### 演员作品
- 《末代皇帝》 飾 李順（1988年）
- 《没有终点的跑道》 饰 秦国兴（1993年）
- 《三国演义》 饰 青年袁绍、周瑜（1995年）
- 《追逐墨尔本》（1997年）
- 《关中风云》饰 刀客八墩（1998年）
- 《文成公主》饰 唐太宗（1999年）
- 《风流才子纪晓岚》 饰 金状元（2000年）
- 《好汉的梦》（2000年）饰 陆一鸣
- 《黑血》饰 郑牧（2000年）
- 《人虫》饰 詹毛儿 （2001年）
- 《黒雾》（2002年）
- 《熱血忠魂之独行侍衛》 饰 镜子（2003年）
- 《关西无极刀》 （2003年）
- 《汗血宝马》饰 曲宝蟠（2005年）
- 《贞观长歌》 饰 突利（2007年）
- 《杨三姐告状》饰 睿王爷（2007年）